# فرودگاه کانمارا
فرودگاه کانمارا (به انگلیسی: Connemara Airport) (به زبان بومی: Aerfort Chonamara) یک فرودگاه خصوصی با کد یاتا NNR است که یک باند فرود آسفالت دارد و طول باند آن ۶۰۰ متر است. این فرودگاه در کشور ایرلند قرار دارد و در ارتفاع ۲۱ متری از سطح دریا واقع شده‌است.

## شرکت‌های هواپیمایی و مقصدهای پروازی
| شرکت‌های هواپیمایی | مقصدهای پروازی             |
| ----------------- | -------------------------- |
| ائر آران آیلندز   | اینیشمان، اینیشمور، اینیشر |